# 下村彩里
下村 彩里（しもむら さいり、1994年8月30日 - ）は、テレビ朝日のアナウンサー。

## 来歴
東京都出身。日本女子大学附属豊明幼稚園、日本女子大学附属豊明小学校、日本女子大学附属中学校・高等学校、日本女子大学家政学部児童学科卒業。

### 幼少期から学生時代
4歳からクラシックバレエを始め、将来はバレエダンサーやバレエ講師を目指していた。
日本女子大学附属高等学校卒業後、カナダとイタリアに計2年間バレエ留学をしていた。しかしイタリア留学中に足を痛め、その後も練習を続けていたところ、日本に帰国したころにはけがが悪化しており、バレエを続けることを断念した。バレエ断念後は自分のアイデンティティーをなくす焦りからモデルの仕事を行ったり、日本女子大学家政学部児童学科で保育士になる道を模索したりしていた。
2015年、「2016年ミス・インターナショナル」に出場。準ミスインターナショナル日本代表（第3位）に選出される（この時の優勝者は現TBSアナウンサーの山形純菜）。大会後に日本代表の1人として熊本地震の被災地を訪問したところ、取材でカメラを向けられても言葉が出てこない経験をし、もどかしさを感じたことで言葉で表現する大切さに気付き、アナウンサーを志望した。
大学時代にフジテレビアナウンストレーニング講座アナトレとテレビ朝日アスクに通う。

### テレビ朝日に入社後
2019年4月1日、テレビ朝日入社。同期は斎藤ちはる、仁科健吾、布施宏倖。下村は2年間の留学経験があるため、同期の中でも一番年上である。
入社4日後の4月5日に『報道ステーション』のお天気キャスターとしてアナウンサーデビューを果たした。
2024年4月5日、一般男性との婚姻を発表した。

## 人物
一人っ子である。
高校の同級生に日本テレビアナウンサーの後呂有紗がいる。

### 趣味・特技
趣味は踊ること、1970年代の日本の歌謡曲を聴くこと（とくにピンク・レディー）。
特技はクラシックバレエ、バイオリン、姿勢改善ストレッチの指導、犬の鳴き声のまね。

### 資格
実用英語技能検定2級、救命技能認定証、児童発達支援士を取得。

### エピソード
身長が伸び始めたのは中学3年生の時。2019年時点で、テレビ朝日の女性アナウンサーの中で一番大きなアナウンサーという。
学生時代のアルバイトは小さい子供たちにバレエを教えていた。

## 出演番組
太字は、2023年4月現在出演中の番組
| 期間       | 期間      | 番組名               | 役職                                                                       |
| ---------- | --------- | -------------------- | -------------------------------------------------------------------------- |
| 2019年4月  | 2019年9月 | 報道ステーション     | 金曜日気象情報キャスター ※同局入社5日目から半年は、週1回にてレギュラー出演 |
| 2019年10月 | 2020年3月 | 報道ステーション     | 月 - 木曜日気象情報キャスター                                              |
| 2019年10月 | 2020年3月 | サンデーステーション | お天気キャスター                                                           |
| 2020年4月  | 2021年3月 | 報道ステーション     | お天気キャスター                                                           |
| 2021年4月  | 現在      | 報道ステーション     | フィールドキャスター                                                       |

## 同期入社
- 斎藤ちはる
- 仁科健吾
- 布施宏倖